# Гришин, Александр Васильевич
Александр Васильевич Гришин (2 января 1951, Казань – 19 января 1989, Москва) – советский режиссёр, сценарист, поэт.

## Биография
Родился 2 января 1951 года в Казани в семье инженера-настройщика Василия Ивановича Гришина и Ревекки Степановны Давыдовой, санитарного врача. Страдал врождённым пороком сердца. С 1959 года жил  с родителями в Воронеже. В конце 1960-х годов был вокалистом и бас-гитаристом одной из первых в городе рок-групп «Скифы». В 1974 году окончил испанское отделение факультета романо-германской филологии Воронежского государственного университета. Участвовал в художественной самодеятельности университета, был членом городского киноклуба.
В 1978 году поступил на режиссёрский факультет Всесоюзного государственного института кинематографии (мастерская Марлена Хуциева, Сергея Скворцова), который окончил в 1983 году. 
По окончании института получил направление на Одесскую киностудию, на которой поставил свой первый полнометражный фильм «Поезд вне расписания» (1985). Владимир Шевельков, исполнивший в нём одну из главных ролей, вспоминал:

Сейчас «Поезд...» называют классикой отечественного кино, «картиной-притчей», сравнивают с лучшими западными фильмами-катастрофами. А ведь изначально Гришину достался довольно слабенький сценарий «на производственную тему». Он переписал его с первой до последней страницы и сочинил стихи для двух замечательных песен — «Вдвоём» и «Белый конь». А атмосферу на съёмках создал такую, что за два месяца каторжной работы — рано утром мы все садились в поезд, а на землю ступали ближе к полуночи — никому в голову не приходило пожаловаться на усталость или что из-за мизерного бюджета постоянно не хватает то одного, то другого.
После этого снял ещё два фильма — мелодраму «Всего один поворот» (1986) и социальную драму «Щенок» (1988).  
Умер 19 января 1989 года в Москве после второй операции на сердце. Похоронен на Юго-Западном кладбище Воронежа.

## Фильмография

### Режиссёр
- 1981 – Ночь — короткометражный, учебный
- 1982 – Шагреневая кожа (совместно с И. Апасяном) — короткометражный, курсовой
- 1983 – День и час — короткометражный, дипломный
- 1985 – Поезд вне расписания
- 1986 – Всего один поворот
- 1988 – Щенок